# HOMER3
HOMER3 (англ. Homer scaffolding protein 3) – білок, який кодується однойменним геном, розташованим у людей на короткому плечі 19-ї хромосоми. Довжина поліпептидного ланцюга білка становить 361 амінокислот, а молекулярна маса — 39 836.
| 10         |  | 20         |  | 30         |  | 40         |  | 50         |
| ---------- |  | ---------- |  | ---------- |  | ---------- |  | ---------- |
| MSTAREQPIF |  | STRAHVFQID |  | PATKRNWIPA |  | GKHALTVSYF |  | YDATRNVYRI |
| ISIGGAKAII |  | NSTVTPNMTF |  | TKTSQKFGQW |  | ADSRANTVYG |  | LGFASEQHLT |
| QFAEKFQEVK |  | EAARLAREKS |  | QDGGELTSPA |  | LGLASHQVPP |  | SPLVSANGPG |
| EEKLFRSQSA |  | DAPGPTERER |  | LKKMLSEGSV |  | GEVQWEAEFF |  | ALQDSNNKLA |
| GALREANAAA |  | AQWRQQLEAQ |  | RAEAERLRQR |  | VAELEAQAAS |  | EVTPTGEKEG |
| LGQGQSLEQL |  | EALVQTKDQE |  | IQTLKSQTGG |  | PREALEAAER |  | EETQQKVQDL |
| ETRNAELEHQ |  | LRAMERSLEE |  | ARAERERARA |  | EVGRAAQLLD |  | VSLFELSELR |
| EGLARLAEAA |  | P          |  |            |  |            |  |            |

A: Аланін

D: Аспарагінова кислота

E: Глутамінова кислота

F: Фенілаланін

G: Гліцин

H: Гістидин

I: Ізолейцин

K: Лізин

L: Лейцин

M: Метіонін

N: Аспарагін

P: Пролін

Q: Глутамін

R: Аргінін

S: Серин

T: Треонін

V: Валін

W: Триптофан

Кодований геном білок за функцією належить до фосфопротеїнів. 
Задіяний у такому біологічному процесі, як альтернативний сплайсинг. 
Локалізований у клітинній мембрані, цитоплазмі, мембрані, клітинних контактах, синапсах.